# Wołodymyr Polowy
Wołodymyr Ołeksandrowycz Polowy, ukr. Володимир Олександрович Польовий (ur. 28 lipca 1985 w Zaporożu, Ukraińska SRR) – ukraiński piłkarz grający na pozycji obrońcy, reprezentant Ukrainy.

## Kariera piłkarska

### Kariera klubowa
Wychowanek SDJuSzOR Metałurh Zaporoże, barwy którego bronił w juniorskich mistrzostwach Ukrainy (DJuFL). W 2000 przeszedł do Akademii Piłkarskiej Dynamo Kijów, którą kierował Pawło Jakowenko. Karierę piłkarską rozpoczął 22 lipca 2001 w drugiej drużynie Borysfen Boryspol. Występował również w trzeciej drużynie Dynama. 28 lipca 2002 debiutował w składzie Metałurh-2 Zaporoże, a 14 marca 2004 rozegrał pierwszy mecz w podstawowej jedenastce Metałurha. 6 stycznia 2011 podpisał kontrakt z Arsenałem Kijów. Podczas przerwy zimowej sezonu 2012/13 przeszedł do Metałurha Donieck. Po wygaśnięciu kontraktu 23 lipca 2014 zasilił skład Dnipra Dniepropetrowsk. 7 lutego 2015 został wypożyczony do Wołyni Łuck.

### Kariera reprezentacyjna
Występował w juniorskiej U-16 oraz U-17 reprezentacjach Ukrainy.
25 maja 2010 debiutował w reprezentacji Ukrainy w wygranym 4:0 meczu towarzyskim z Litwą.

## Sukcesy i odznaczenia

### Sukcesy klubowe
- finalista Pucharu Ukrainy: 2006

### Sukcesy reprezentacyjne
- brązowy medalista Europy U-19: 2004